# Радес
Радес (араб. رادس) — місто в Тунісі. Входить до складу вілаєту Бен-Арус. Станом на 2004 рік тут проживало 44 857 осіб.
У місті знаходиться «Олімпійський стадіон», де проводить матчі національна збірна з футболу.